# عصوية ذهبية منسوبة لمختبر صحة الحيوانات المائية
عصوية ذهبية منسوبة لمختبر صحة الحيوانات المائية (الاسم العلمي: Chryseobacterium aahli) هي نوع من البكتيريا، سلبية الغرام، تتبع جنس عصوية ذهبية.